# Koncentrisk borg
En koncentrisk borg er en borg med to eller flere koncentriske ringmure, således at den indre mur er højere end den ydre, og den derfor kan forsvares herfra. Ordet koncentrisk betyder ikke at borgene var cirkulære; og termen kan derfor vær vildledende, hvis det tages for bogstaveligt. Layoutet på disse borge var typisk kvadratiske (som det ses på Belvoir og Beaumaris) hvor terrænet tillod det, eller en irregulær polygon (som Krak og Margat), hvor ringmurene følge landskabet på bakker eller klippefremspring.
Koncentriske borge minder om én borg, der ligger inden i en anden, der således skaber en indre og en ydre borggård: De er typisk bygger uden et centralt fritstående keep. Hvor borgen inkludere et særlig stærkt tårn (donjon), som Krak eller Margat, ligger det ikke sammen med den indre enceinte.

## Eksempler på koncentriske borge
- Castle of Margat (Syrien), 1062–
- Krak des Chevaliers (Syrien), 1142–1170
- Belvoir (Palestina), 1150
- Münzenberg Castle (Hesse), 1162
- Kidwelly Castle, sydvest Wales, 1200-tallet
- Caerphilly Castle, sydlige Wales, 1200-tallet
- Rhuddlan Castle, nordlige Wales, 1277
- Harlech Castle, vestlige Wales, 1282–
- Beaumaris Castle, på øen Anglesey i det nordvestlige Wales, 1295